# Hyphesma
Hyphesma is een geslacht van vliesvleugelige insecten uit de familie Colletidae.

## Soorten
- H. atromicans (Cockerell, 1913)
- H. barrowensis Exley, 1975
- H. cardaleae Exley, 1975
- H. cooba Exley, 1975
- H. federalis Exley, 1975
- H. nitidiceps (Cockerell, 1912)
- H. nukarnensis Exley, 1975